# Hebius leucomystax
Hebius leucomystax är en ormart som beskrevs av David, Bain, Quang Truong, Orlov, Vogel, Ngoc Thanh och Ziegler 2007. Hebius leucomystax ingår i släktet Hebius och familjen snokar. Inga underarter finns listade i Catalogue of Life.
Arten förekommer i norra och centrala Vietnam samt i angränsande områden av Laos och Kambodja. Den lever i kulliga områden och i bergstrakter mellan 400 och 1500 meter över havet. Habitatet utgörs av städsegröna skogar. Individerna hittas ofta nära vattendrag. Hebius leucomystax kan anpassa sig till återskapade skogar men den saknas i öppna landskap. Honor lägger ägg.
I begränsade regioner hotas beståndet av skogsbruk och svedjebruk. I utbredningsområdet inrättades flera skyddszoner. IUCN kategoriserar arten globalt som livskraftig.